# Corynanthe paniculata
Corynanthe paniculata är en måreväxtart som beskrevs av Friedrich Welwitsch. Corynanthe paniculata ingår i släktet Corynanthe och familjen måreväxter. Inga underarter finns listade i Catalogue of Life.